# Лёгкая атлетика на летних Олимпийских играх 2012 — эстафета 4×100 метров (мужчины)
Соревнования в эстафете 4 по 100 метров у мужчин на Олимпийских играх 2012 года в Лондоне прошли 10 и 11 августа 2012 года на Олимпийском стадионе. Это был предпоследний комплект наград в лёгкой атлетике, разыгранный на Олимпиаде в Лондоне.
Сборная Ямайки повторила свой успех 2008 года в Пекине, вновь выиграв золото с новым мировым рекордом — 36,84 сек. Усэйн Болт стал 4-м легкоатлетом в истории, выигравшим не менее 6 золотых олимпийских наград. Сборная США пробежала с повторением прежнего мирового рекорда (37,04 сек), установив национальный рекорд.
В мае 2014 года стало известно, что участник эстафетной сборной США 4×100 м Тайсон Гэй нарушил антидопинговые правила. МОК лишил сборную США серебряных наград и в 2015 году обратился в Олимпийский комитет США с просьбой вернуть серебряные награды всех участников эстафеты. В июле 2015 года медали были перераспределены — серебро перешло к Тринидаду и Тобаго, а бронзу получили французы.

## Рекорды
Олимпийский рекорд до начала Олимпийских игр.
| Олимпийский рекорд | 36,84 сек | Неста Картер Майкл Фрэйтер Йохан Блейк Усэйн Болт | Ямайка | 11 августа 2012 | Лондон 2012 |

## Медалисты
| Золото                                                                              | Серебро                                                                                | Бронза                                                                          |
| Ямайка · Усэйн Болт · Йохан Блейк · Майкл Фрэйтер · Неста Картер · Кемар Бэйли-Коул | Тринидад и Тобаго · Марк Бернс · Кестон Бледмен · Эммануэль Каллендер · Ричард Томпсон | Франция · Джимми Вико · Кристоф Леметр · Пьер-Алексис Пессонно · Рональд Поньон |

## Полуфиналы

### Полуфинал 1
| Место | Страна            | Время | Примечания |
| ----- | ----------------- | ----- | ---------- |
| 1     | Ямайка            | 37,39 | Q          |
| 2     | Канада            | 38,05 | Q          |
| 3     | Нидерланды        | 38,29 | Q          |
| 4     | Бразилия          | 38,35 |            |
| 5     | Китай             | 38,38 |            |
| 6     | Сент-Китс и Невис | 38,41 |            |
| 7     | Италия            | 38,58 |            |
|       | Великобритания    | DQ    |            |

### Полуфинал 2
| Место | Страна            | Время | Примечания |
| ----- | ----------------- | ----- | ---------- |
| 1     | Япония            | 38,07 | Q          |
| 2     | Тринидад и Тобаго | 38,10 | Q          |
| 3     | Франция           | 38,15 | q          |
| 4     | Австралия         | 38,17 | q          |
| 5     | Польша            | 38,31 |            |
| 6     | Германия          | 38,37 |            |
| 7     | Гонконг           | 38,61 |            |
|       | США               | 37,38 | Q          |

## Финал
| Место | Дорожка | Участники                                                          | Страна            | Время | Прим. |
| ----- | ------- | ------------------------------------------------------------------ | ----------------- | ----- | ----- |
| 1     | 6       | Неста Картер Майкл Фрэйтер Йохан Блейк Усэйн Болт                  | Ямайка            | 36,84 | WR    |
| 2     | 9       | Кестон Бледмен Марк Бернс Эммануэль Каллендер Ричард Томпсон       | Тринидад и Тобаго | 38,12 |       |
| 3     | 3       | Джимми Вико Кристоф Леметр Пьер-Алексис Пессонно Рональд Поньон    | Франция           | 38,16 |       |
| 4     | 4       | Рёта Ямагата Масаси Эригути Синдзи Такахира Сёта Иидзука           | Япония            | 38,35 |       |
| 5     | 8       | Брайан Мариано Чуранди Мартина Джованни Кодрингтон Патрик ван Лёйк | Нидерланды        | 38,39 |       |
| 6     | 2       | Энтони Алози Исаак Нтиамоа Эндрю Маккэйб Джошуа Росс               | Австралия         | 38,43 |       |
| DSQ   | 5       | Гэвин Смэлли Олусейи Смит Джаред Коннауфтон Джастин Уорнер         | Канада            | DQ    |       |
| DSQ   | 7       | Трилл Киммонс Джастин Гэтлин Тайсон Гэй Райан Бэйли                | США               | 37,04 | NR    |